# クレマン・ジュグラー

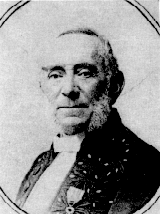
クレマン・ジュグラー

ジョゼフ・クレマン・ジュグラー（Joseph Clément Juglar、1819年10月15日 - 1905年2月28日）は、フランスの医者、経済学者、景気循環研究者。

## 生涯
パリで生まれ、同市で死去。彼は景気の収縮期と拡大期の循環に規則性があることに注目した最初の人物のひとりである。優れた学者であり、統計国際研究所と道徳・政治科学アカデミーに所属した。
経済学者のヨーゼフ・シュンペーターは、約40カ月の「キチン波」、約50年の「コンドラチエフ波」と並んで、約7-11年の景気循環を「ジュグラー波」と名付けた。シュンペーターによる他の2つの長期循環は今日ほとんど用いられないが、ジュグラー波は実体経済の中で繰り返し実証されている。

## 主な著作
- 『仏・英・米における商業恐慌とその周期的な再発』 "Des Crises commerciales et leur retour periodique en France, en Angleterre, et aux États-Unis" (1862)
- 『為替論と振出の自由論』 "Du Change et de la liberte d'émission" (1868)
- 『預金・割引・振出銀行、』 "Les Banques de depôt, d'escompte et d'émission" (1884)